# Jan Komárek (železničář)
Jan Komárek (* 29. srpna 1954 Olomouc) je český železničář a manažer, v letech 2003–2010 první generální ředitel Správy železniční dopravní cesty.

## Život
Jan Komárek se narodil v roce 1954 v Olomouci. V roce 1979 absolvoval Vysokou školu dopravy a spojů v Žilině, obor Stavební údržba a rekonstrukce tratí.
Po ukončení studia pracoval postupně na různých pozicích u Československých státních drah a později u státní organizace České dráhy (ČD). Následně působil ve vedoucích pozicích u Českých drah na správě tratí, stavebním odboru generálního ředitelství a v letech 2000–2002 na pozici vrchního ředitele Divize dopravní cesty ČD.
Po vzniku státní organizace Správa železniční dopravní cesty (SŽDC) byl 3. ledna 2003 jmenován jejím generálním ředitelem. Během působení ve vedení SŽDC působil také jako viceprezident Společenství evropských železnic a infrastrukturních společností (CER).
V září 2010 skončil na postu generálního ředitele SŽDC na vlastní žádost, řízením organizace byl pověřen Pavel Habarta. V roce 2012 stanul před soudem kvůli uzavření údajně nevýhodné smlouvy na nákup elektřiny pro provoz dráhy, čímž měl způsobit škodu 439 milionů korun. Škoda nebyla způsobena díky tomu, že společnosti České dráhy a ČD Cargo, kterým měla SŽDC energii prodávat, se SŽDC smlouvy nakonec neuzavřely. Nakonec ho Městský soud v Praze v roce 2014 pravomocně osvobodil.
Po odchodu ze SŽDC působil Jan Komárek ve stavební firmě OHL ŽS jako obchodně-technický ředitel.